# 3883 Вербано
3883 Вербано (енгл. 3883 Verbano) је астероид главног астероидног појаса чија средња удаљеност од Сунца износи 2,610 астрономских јединица (АЈ).
Апсолутна магнитуда астероида је 11,9.